# Pesillà de Conflent
Pesillà de Conflent, antigament Pesillanell (l'endònim occità és Pesilhan de Conflent i el topònim oficial en francès, Pézilla-de-Conflent), és una comuna de la comarca de la Fenolleda, al departament dels Pirineus Orientals. La denominació de "Conflent" és per diferenciar-la de Pesillà de la Ribera i pel fet de trobar-se en l'antic camí de Carcassona al Conflent, la Strata Confluentana.

## El poble
El poble de Pesillà de Conflent es troba a 320 m d'altitud, a l'esquerra de l'Adasig, al centre del terme, en un coster, format per un grup de cases centrat per l'església parroquial de Sant Andreu (citada ja el 974); l'actual edifici, d'època moderna, té un esvelt campanar de torre quadrada. Aigua amunt de l'Adasig hi ha un antic molí, i dins el terme, hi ha restes d'alguns antics cortals.

## El terme
El terme municipal de Pesillà de Conflent, de 6,85 km², se situa a la vall de l'Adasig, poc abans de la seva confluència amb la Matassa. Comprèn el poble de Pesillà de Conflent, que agrupa l'escassa població del municipi. Limita amb els territoris de Felluns (N), Prats de Sornià (W), Trevillac (S) i Trillà (E). Travessa de N a S el terme, amb dificultat, la carretera D-619, de Sant Pau de Fenollet a Prada.

## El territori
El territori és, de fet, la vall engorjada de l'Adasig, que talla transversalment el massís de Boissavila, amb profunds meandres encaixats, vora els quals, al fons de la vall, es localitzen algunes vinyes i feixes a la base dels vessants.
El territori s'eleva a banda i banda de l'Adasig i té la major alçada als vessants del Roc Blanc (662 m) a l'extrem NW. El bosc ocupa una bona part dels obacs d'aquests vessants.

## L'agricultura
La superfície agrícola es limita a 75 ha (unes 17 explotacions) de la vora de la vall. Hi predomina la vinya (66 ha, de les quals 50 de denominació d'origen controlada i la resta d'altres vins); hi ha també 3 ha d'arbres fruiters (albercoquers), 1 d'hortalisses i 3 de pastures i farratges. El cens ramader és nul.

## Història
L'apel·lació de Conflent d'aquest municipi fenolledès, en principi sorprenent, podria ser un record dels temps llunyans en què la Fenolleda depenia dels comtes de Cerdanya i Conflent (segle IX i X), però també és possible que derivi del fet de trobar-se vora la Strata Confletuana o via de Carcassona al Conflent. Foren versemblantment els rossellonesos del Riberal els qui denominaren així aquest poble per distingir-lo de Pesillà de la Ribera. Pesillà és citat per primera vegada en una butlla del papa Benet VI del 974 a favor del monestir de Sant Pere de Rodes en la qual se li reconeixia, entre altres possessions del <<comtat de Fenollet>>, l'església de Sant Andreu a la vall de Pesillà (in valle Poziliano) amb totes les seves possessions. El domini de Pesillà (praedium Pizilani) fou encara confirmat al mateix monestir per un privilegi del rei Lotari del 982 i per una butlla del papa Joan XV el 990 (església de Sant Andreu in valle Pidiliano amb l'alou que s'hi troba). Als segles XVII i XVIII la col·legiata de Sant Pau de Fenollet percebia drets a Pesillà.

## Geografia

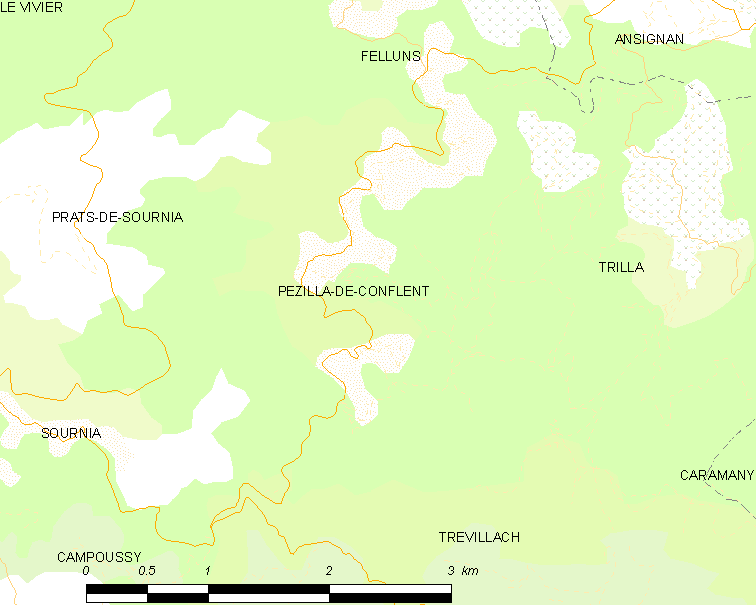
Mapa de la comuna de Pesillà de Conflent

## Administració i política

### Alcaldes
| Alcalde        | Període     |
| -------------- | ----------- |
|                |             |
| Jean Gandou    | 1929 - 1975 |
| Étienne Capela | 1975 - 2001 |
| Albert Gandou  | 2001 - 2008 |
| Louis Borras   | 2008 -      |

## Demografia
La seva població als censos i fogatges antics es troba sovint inclosa dins la de Felluns, el poble el qual comparteix en època moderna la jurisdicció. Al segle xix sobrepassà els 200 h (249 el 1834, 230 el 1861) però, dins la tònica general de la comarca, anà perdent població des de la segona meitat: 175 h el 1891, 120 el 1926, 83 el 1954, i així successivament fins al 2015 amb només 50 habitants. (vegeu gràfic).

Població 1962-2008